# Wolfgang Völz

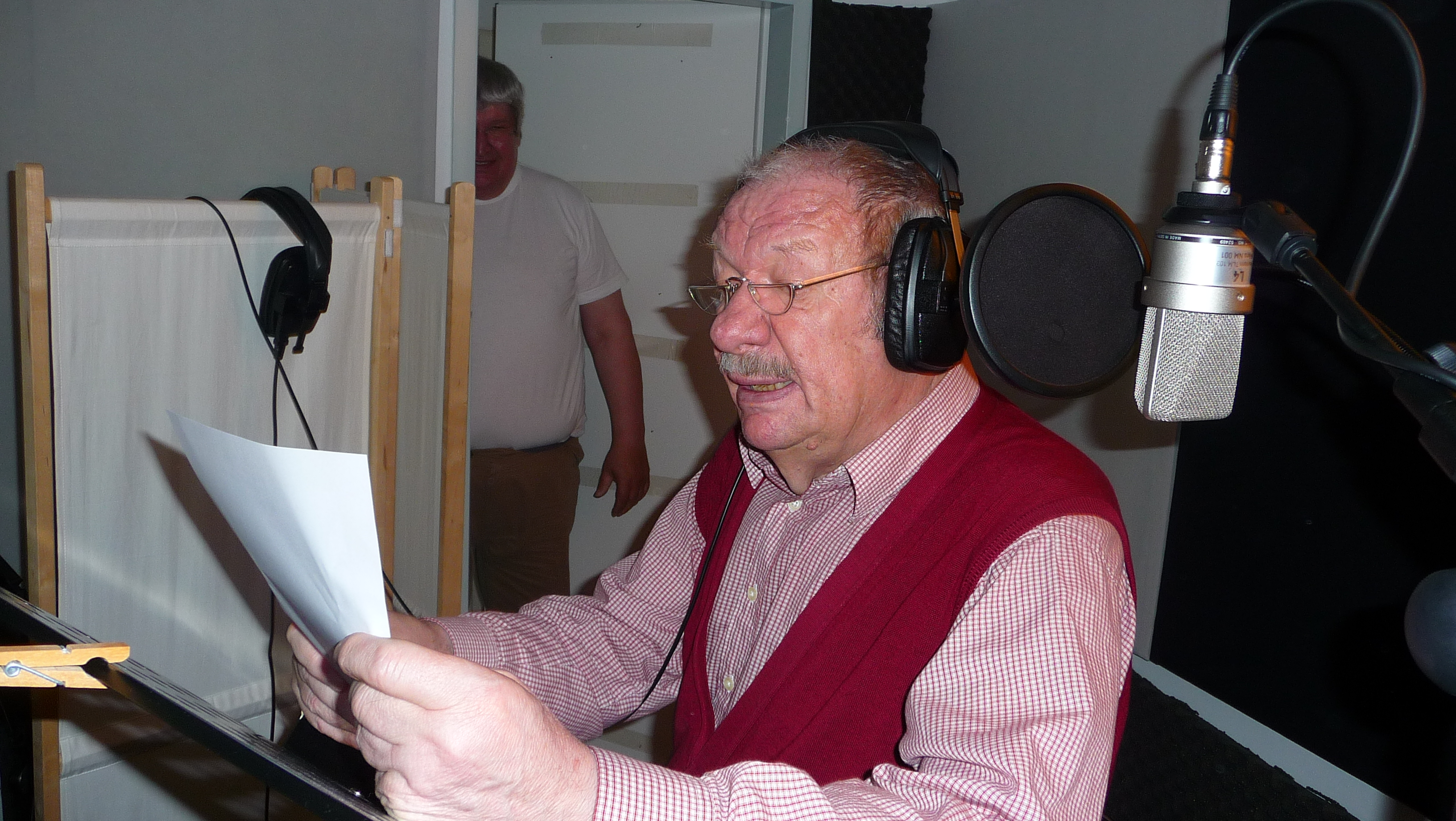
Wolfgang Völz (2010)

Wolfgang Otto Völz (ur. 16 sierpnia 1930 w Gdańsku, zm. 2 maja 2018 w Berlinie) – niemiecki aktor, znany z występów w sztukach teatralnych, telewizji oraz filmach.
Odznaczony Krzyżem Zasługi na Wstędze Orderu Zasługi Republiki Federalnej Niemiec.